# Temissa
Temissa (em árabe: تمسة; romaniz.: Tmassah) é uma localidade da Líbia do distrito de Murzuque. Está a 1,8 quilômetro de Chanaba e 71 de Zuila.